# Behaviour-driven development
Behaviour-driven development (BDD, letterlijk vertaald: gedragsgedreven ontwikkeling) is een manier van programmeren waarbij het gedrag van een programma wordt gedefinieerd door eenvoudige testgevallen die door zowel ontwikkelaars, testers en gebruikers worden begrepen. Het is een agile-softwareontwikkelingtechniek. Het was een antwoord op test-driven development. Het breidt test-driven development uit door test cases te schrijven die ook leesbaar zijn voor niet-programmeurs. In feite wordt mensentaal gecombineerd met een programmeertaal. 
Een voorbeeld van een framework dat dit ondersteunt is Rspec. Het eerste BDD-framework was JBehave. Gevolgd door een BDD-framework voor Ruby RBehave. RBehave is later opgegaan in het Rspec-project.